# Агітфільм
Агітфі́льм (агітаційний фільм) — різновид кіномистецтва, що являє собою переважно короткометражний, політично загострений ігровий фільм-плакат, ефективний засіб агітації. Близький до кінолистівок, кіномонтажів з хронікальними вставками тощо. Жанровий діапазон — від трагедії до гострої сатири. Окремі агітфільми створювались з перших років історії кіно, проте найбільше поширення отримали в Росії у період громадянської війни та іноземної інтервенції 1918—1920 років. Тоді виник і сам термін — агітфільм.
Агітфільми відображали значні події боротьби Червоної армії проти контрреволюції, питання господарського будівництва молодої Країни Рад, роз'яснювали актуальні політичні завдання сучасності та були одним із засобів мобілізації народу на боротьбу з інтервенцією, розрухою і голодом. У них знімали реальних учасників революційних подій, поєднували гру акторів і непрофесійних виконавців. Їх демонстрували в кінотеатрах, на вулицях, у парках тощо; використовували у роботі агітпароплавів і агітпоїздів.
У той час було випущено близько 80 агітфільмів. В Українській РСР агітфільми випускали кіновидавництво «Червона зірка» у Києві та політвідділ 41-ї дивізії в Одесі. За сюжетом фільми були присвячені:
- Червоній армії: «Червоні по білих», «Червоноармійцю, хто твій ворог?», «Хай живе Червона армія!», «Червоний командир», «Червона зірка» (1919, кінооператор Є. Капітта).
- Подіям 1917—1918-х років: «Митько-бігунець», «Паразит», «В царстві ката Денікіна».
- Пропаганді змін в психології людини старого світу, новим суспільним відносинам: «Той, що прозрів», «Єдина світова республіка праці», «Братерський союз міста і села», «Два світи», «Перше травня».

Створювалися агітфільми на антирелігійні та санітарно-освітні теми.
У РРФСР вийшли агітфільми: «На червоному фронті» (1920, режисер Лев Кулешов), «Серп і молот» (1921, режисер Володимир Гардін).
Сценарії для агітфільмів писали І. Леонідов, Михайло Кольцов, М. Наумов, Георгій Тасін, Лев Нікулін, Олександр Вознесенський, Борис Леонідов, Зінаїда Тулуб, Яків Ядов, Н. Анін, Лев Замковий, Едвард Пухальський, Анатолій Луначарський, Олександр Серафимович, Володимир Маяковський. Серед режисерів-постановників:
- Михайло Бонч-Томашевський: «Це буде останній і вирішальний бій», «Мир хатам — війна палацам», «Повстаньте, гнані і голодні!», «Слухайте, брати!»;
- Михайло Вернер: «Все для фронту», «Радянські ліки»;
- Аксель Лундін: «Всевобуч», «На допомогу Червоному Харкову», «Квіти на каменях», «Революційний тримайте крок»;
- Микола Салтиков: «Ми переможемо», «Голод і боротьба з ним», «Від темряви до світла».

На початку 1930-х років поширився різновид агітфільмів — агітпропфільм, герої якого — робітники: металурги, залізничники, шахтарі, ударники виробництва. Серед ігрових агітпропфільмів, поставлених в Україні, — «Накип» («Буйні паростки»; 1930, режисер Леонід Луков), «Вогні Бессемера» (1931, режисери Євген Косухін, Павло Коломойцев) та інші.
З розвитком кіно і, зважаючи на художню недосконалість агітфільмів, їх випуск з 1938 року фактично припинився. Негативне ставлення до них посилилося після того, як цей вид агітації почав використовувати Третій Рейх.

Постер фільму «Бойова кінозбірка № 9».

У роки німецько-радянської війни у СРСР з'явилися агітфільми антифашистського спрямування: «Бойові кінозбірники». Українські кінематографісти підготували 9-й випуск (1942).
Агітфільми також створювалися і в інших країнах. Так, наприклад, великий резонанс мали стрічки Уряду народного фронту у Франції та країн антигітлерівської коаліції. У 1960—1970-х роках виходили агітфільми під час масових заворушень у Франції, Італії, ФРН, США і Японії, створені аматорськими студентськими колективами, а іноді й професійними режисерами (Жан-Люк Годар і група кінематографістів «Дзиґа Вертов» у 1968 році у Франції).
Наприкінці XX — на початку XXI століття агітфільми знімають до якоїсь політичної події для впливу на суспільну думку (передвиборчі агітфільми тощо). Переважно це художньо-публіцистичні документальні стрічки, випущені студіями хронікально-документальних і науково-популярних фільмів.